# George Peacock
George Peacock (n. 9 aprilie 1791, d. 8 noiembrie 1858) a fost matematician englez.

## Biografie
A fost educat acasă de către tatăl său până la 17 ani. Urmează o școală la Richmond, în scopul pregătirii pentru Trinity College, Cambridge, unde intră ca student în 1809. Acolo face cunoștință cu John Herschel și Charles Babbage.
În 1815 devine profesor la Trinity College.

## Opera

### Contribuții matematice
Una dintre cele mai de seamă contribuții reprezintă crearea, alături de Olinthus Gregory, Augustus De Morgan și George Boole, a fundamentelor logice ale algebrei.

### Scrieri
- 1820: Collection of Examples of the Application of the Differential and Integral Calculus
- 1830: Treatise on Algebra